# Kocioł (Góry Izerskie)
Kocioł (niem. Kesselberg, 721 m n.p.m.) –  wzniesienie w południowo-zachodniej Polsce, w Sudetach Zachodnich, w Górach Izerskich.
Wzniesienie w zachodniej części Grzbietu Kamienickiego Gór Izerskich. Wyrasta w bocznym, krótkim ramieniu pomiędzy Sępią Górą na zachodzie a Wysoką na wschodzie.
Zbudowane ze skał metamorficznych – gnejsów i granitognejsów, leukogranitów oraz łupków łyszczykowych i leptynitów, należących do bloku karkonosko-izerskiego, a ściślej jego północno-zachodniej części - metamorfiku izerskiego.
Na północnych zboczach znajdują się niewielkie skałki.
Również na północnym zboczu znajduje się nieczynny kamieniołom łupków łyszczykowych.
Prawie cały masyw jest zalesiony.
Na północno-wschodnich zboczach położona jest wieś Kotlina z ruinami dawnego schroniska - hotelu - domu wczasowego - ośrodka harcerskiego.

## Turystyka
Wschodnimi zboczami biegnie  zielony – szlak turystyczny z Gryfowa przez Mirsk na Sępią Górę i do Świeradowa.